# Szlak pieszy nr 3577
 Szlak pieszy nr 3577, szlak Wiórek-Rogalinek – znakowany szlak turystyczny w województwie wielkopolskim, długości 9,4 km, przebiegający wzdłuż Warty przez kompleks leśny w północnej części Rogalińskiego Parku Krajobrazowego. Wytyczony tuż poza granicą Wielkopolskiego Parku Narodowego, prowadzi przez Poznański Przełom Warty. Końcowy fragment szlaku, wspólny ze  Szlakiem Kosynierów, przebiega koło Sanktuarium Matki Boskiej Wspomożenia Wiernych w Rogalinku.

## Historia szlaku

### Historia znakowania szlaków w centralnej Wielkopolsce
Pierwsze szlaki piesze w okolicach Poznańskiego Przełomu Warty wytyczone zostały na około 1910 roku przez niemieckie organizacje turystyczne. W 1948 roku na lewym brzegu rzeki sieć pięciu szlaków turystycznych zaprojektował i wytyczył w terenie geograf Jerzy Szulczewski. 16 kwietnia 1957 roku utworzono Wielkopolski Park Narodowy, którego wschodnia granica przebiega rzeką Wartą. Powstała wcześniej Rada Parku w marcu 1957 roku uchwaliła zwiększenie jego dostępności turystycznej poprzez między innymi wytyczenie lewym brzegiem Warty drogi spacerowej, prowadzącej z Kątnika do Puszczykówka. Z prawego brzegu rzeki dostęp do drogi umożliwiał istniejący wówczas prom łączący Kątnik z Czapurami, mającymi połączenie autobusowe z południowym Poznaniem.
Po 1950 roku w całej Polsce przyjął się górski system znakowania szlaków białymi poziomymi pasami z kolorowym pośrodku, w 1956 roku oznakowano w ten sposób istniejące szlaki na lewym brzegu Warty w tworzonym parku narodowym. Do końca lat 70. XX wieku staraniem oddziałów PTTK i władz lokalnych wytyczono i oznakowano w regionie wielkopolskim ok. 3000 km szlaków pieszych, jednakże ostatecznie znaczna część wytyczonych szlaków nie tworzyła przemyślanej sieci i nie była używana ze względu na brak właściwej konserwacji bądź błędy w wytyczeniu. W efekcie znakowanie części szlaków zanikło i przestały one istnieć.
W 2007 roku zarząd główny PTTK wydał jednolitą instrukcję znakowania szlaków turystycznych w Polsce.

### Szlak pieszy Wiórek-Rogalin w systemie szlaków pieszych
Szlak pieszy nr 3577 stanowi fragment wytyczonego przez PTTK szlaku z Głuszyny do Rogalina umożliwiającego dotarcie z okolic Poznania przez urozmaicony teren leśny do cennych zabytków przyrodniczych i kulturalnych Rogalinka i Rogalina.
Oznakowanie szlaku zielonego z Wiórka do Rogalinka w terenie odnowiono w 2001 roku.

## Przebieg szlaku
Szlak rozpoczyna się przy przystanku autobusowym w Wiórku (0,0 km) i prowadzi na południe do Rogalińskiego Parku Krajobrazowego (1,1 km) drogą z płyt betonowych. Stąd wspólnym odcinkiem z Łabędzim Szlakiem Rowerowym i szlakiem konnym z Sasinowa do Wiórka prowadzi do warciańskich starorzeczy Stawów Łabędziowych (1,7 km). Następnie szlak łącznie z Łabędzim Szlakiem Rowerowym prowadzony jest do Warty (1,9 km), skąd u podnóża skarpy nadwarciańskiej prawym brzegiem rzeki granicą Wielkopolskiego Parku Narodowego poprzez urozmaicony zalesiony teren, do polany z miejscem odpoczynku (2,4 km). Następnie szlak odchodząc od Warty (3,2 km) w kierunku południowo-wschodnim drogą przeciwpożarową prowadzi do miejsca rozwidlenia szlaków (5,7 km) i przecinając szlak konny do południowego skraju lasów (6,5 km). Stąd szeroką droga polną szlak prowadzony jest do ulicy Północnej w Rogalinku, a tą ulicą do mostu drogowego w Rogalinku (8,4 km). Przy moście w ciągu drogi wojewódzkiej nr 431 szlak łączy się z dochodzącym z zachodu  Szlakiem Kosynierów, z którym wspólnie przebiega do sanktuarium w Rogalinku, gdzie  Szlak Kosynierów odchodzi na wschód poniżej skarpy ograniczającej dolinę Warty. Szlak zielony krzyżując się z Wielkopolską Drogą Świętego Jakuba kończy się przy przystanku autobusowym w centrum Rogalinka (9,4 km).
Szlak na całej długości nadaje się do uprawiana nordic walkingu.

## Miejsca na szlaku

### Dolina rzeki Warty
Na granicy Wielkopolskiego Parku Narodowego Warta jest uregulowana, brzegi rzeki są całkowicie zalesione, a przybrzeża często piaszczyste. Roślinność wodna i błotna występuje głównie w niewielkich zatokach i starorzeczach. W utworzonych przez starorzecza Stawach Łabędziowych na południe od Wiórka gnieżdżą się łabędzie. Z wysokiego brzeg Warty na północ od Rogalinka otwiera się widok na rzekę oraz na położone na lewym brzegu zabudowania Puszczykowa – Niwkę i Puszczykówko.

### Rogalinek
Znajdująca się przy szlaku przystań wodna w Rogalinku stanowi przystanek na Wielkiej Pętli Wielkopolski, umożliwiający zwodowanie sprzętu wodnego. Obok na wzgórzu w zakolu Warty znajduje się oryginalny drewniany kościół z początku XVIII wieku pod wezwaniem świętego Michała Archanioła. Decyzją z 1964 roku arcybiskup poznański nadał kościołowi tytuł „Sanktuarium Matki Boskiej Wspomożenia Wiernych”.